# Luigi Viola
Luigi Viola (Galatina, 1852 – Taranto, 1924) è stato un archeologo e politico italiano.

## Biografia
Professore di latino e greco al liceo di Maddaloni (CE) nel 1878, vinse nel 1880 il concorso di Ispettore archeologico. Il Direttore Generale dell'Antichità Giuseppe Fiorelli lo inviò allora a Taranto, dove diede inizio ai primi scavi archeologici nel Borgo Nuovo. A lui si deve la scoperta della massiccia cinta muraria della Taranto greca e del Tempio di Poseidone.
Il rigore scientifico degli scavi eseguiti, costantemente relazionati e pubblicati sulle "Notizie degli Scavi di Antichità", pose inoltre le basi per la ricostruzione topografica della città in epoca antica.
L'esperienza e l'accuratezza di Luigi Viola, sono rappresentati dalla famosa Lex Municipii Tarenti: l'archeologo riuscì infatti ad acquistare e ricomporre alcuni frammenti bronzei del tutto corrosi, rinvenuti in un pozzo da un contadino, rendendo così possibile la lettura del documento che ampliò le conoscenze della Taranto romana.
Tentò invano di salvare dalla lottizzazione dei proprietari terrieri i terreni dove aveva ritrovato i resti della Taranto magnogreca, e, per impedire la dispersione dei reperti (molti dei quali venivano venduti all'asta), nel 1882 richiese al Governo la creazione a Taranto di una struttura museale permanente. Nel 1887, grazie ad regio decreto del Re Umberto I di Savoia, poté fondare il Museo nazionale archeologico di Taranto nell'ex-convento di San Pasquale, del quale divenne rettore e di cui avrebbe voluto fare un museo della Magna Grecia.
Sposatosi con una delle figlie della famiglia Cacace di Taranto, da cui ebbe il figlio Cesare Giulio, si allontanò dagli studi per entrare in politica, diventando più tardi sindaco della città. Trascorse gli ultimi anni di vita nella sua casa di campagna, dove aveva scoperto la Cripta del Redentore, un piccolo santuario rupestre.
Recentemente è stato ritrovato e recuperato alla memoria collettiva un interessante articolo  in cui Luigi Viola racconta di una sua passeggiata nei campi ad est della città di Taranto, conclusasi con la scoperta delle vestigia di un antico edificio pubblico, che il noto archeologo identifica con il Tumulo di Giacinto, famoso santuario magnogreco di cui ci racconta Polibio e le cui tracce sono sino ad ora sfuggite agli archeologi.